# Galeria de Artă a Australiei de Vest
Galeria de Artă a Australiei de Vest este o galerie publică de artă care face parte din Centrul Cultural din Perth, situat în Perth, Australia. Este situat în apropierea Muzeului Australiei de Vest și a Bibliotecii de Stat din Australia de Vest și este susținută și gestionată de Departamentul pentru Administrație Locală, Sport și Industrii Culturale a Guvernului Australiei de Vest. Actuala clădire principală a galeriei a fost deschisă în 1979. Este legată de vechea curte - Galeriile Centenarului.

## Istorie
Galeria de Artă a fost găzduită inițial în clădirea Jubileului împreună cu Muzeul și Biblioteca de Stat. Clădirea Jubileului, care urma să fie doar o bibliotecă publică, urma să fie deschisă în cinstea Jubileului de Aur al reginei Victoria în 1887, dar în schimb, a fost pusă doar prima piatră pentru temelie. Piatra de temelie a fost pusă pentru Galeria de Artă în iulie 1901 de către Ducele de Cornwall și York, la scurt timp după federalizarea Australiei.
Mai multe persoane de seamă au fost implicate în dezvoltarea clădirii Jubileului și a Galeriei de Artă, incluzându-i pe John Winthrop Hackett, James Battye, Ludwig Glauert, George Pitt Morison și George Temple-Poole. Sir James Dromgole Linton a recomandat ce achiziții să se facă pentru Colecția de Artă a Statului.
Clădirea administrației Galeriei de artă este găzduită în fostul sediu al poliției, proiectat de arhitectul Hillson Beasley, care a proiectat și Government House. A fost construit în timpul boom-ului economic creat de goana după aur din Kalgoorlie din anii 1890. Clădirea administrației s-a mutat în sediul poliției în anii 1970, în timpul boom-ului mineritului de nichel.
Clădirea galeriei principală a fost construită în 1977 și a fost, de asemenea, stimulată de boom-ul minier. Australia de Vest acorda, de asemenea, mai multă importanță instituțiilor culturale, iar guvernul a fost inspirat de viitoarea aniversare a 150 de ani a federației în 1979. Construcția Bibliotecii Alexander a început în aceeași perioadă.
Arhitectul clădirii principale a galeriei a fost Charles Sierakowski de la Departamentul Lucrărilor Publice, care a lucrat cu inginerul Philip Nadebaum și firma de arhitectură, Summerhayes and Associates. A fost proiectat după metoda Bauhaus cu un exterior de tip brutalist, care a fost popular în designul european.
În 2017, Galeria de Artă a anunțat planuri de a-și reamenaja acoperișul axându-se pe sculptură, evenimente, restaurante, filme etc., într-un proiect numit AGWA Elevate țintit să fie deschis înainte de aniversarea Galeriei în 2020. Guvernul Australiei de Vest a promis 10 milioane de dolari pentru acest proiect. „Șase anotimpuri”, un proiect care a atras atenția asupra colecției indigene a Galeriei a fost lansat în 2017, iar o nouă galerie permanentă dedicată indigenilor a fost inaugurată alături de „Plain Speak”, o expoziție specială pentru Festivalul Internațional de Arte din Perth.

## Galerie de lucrări selectate

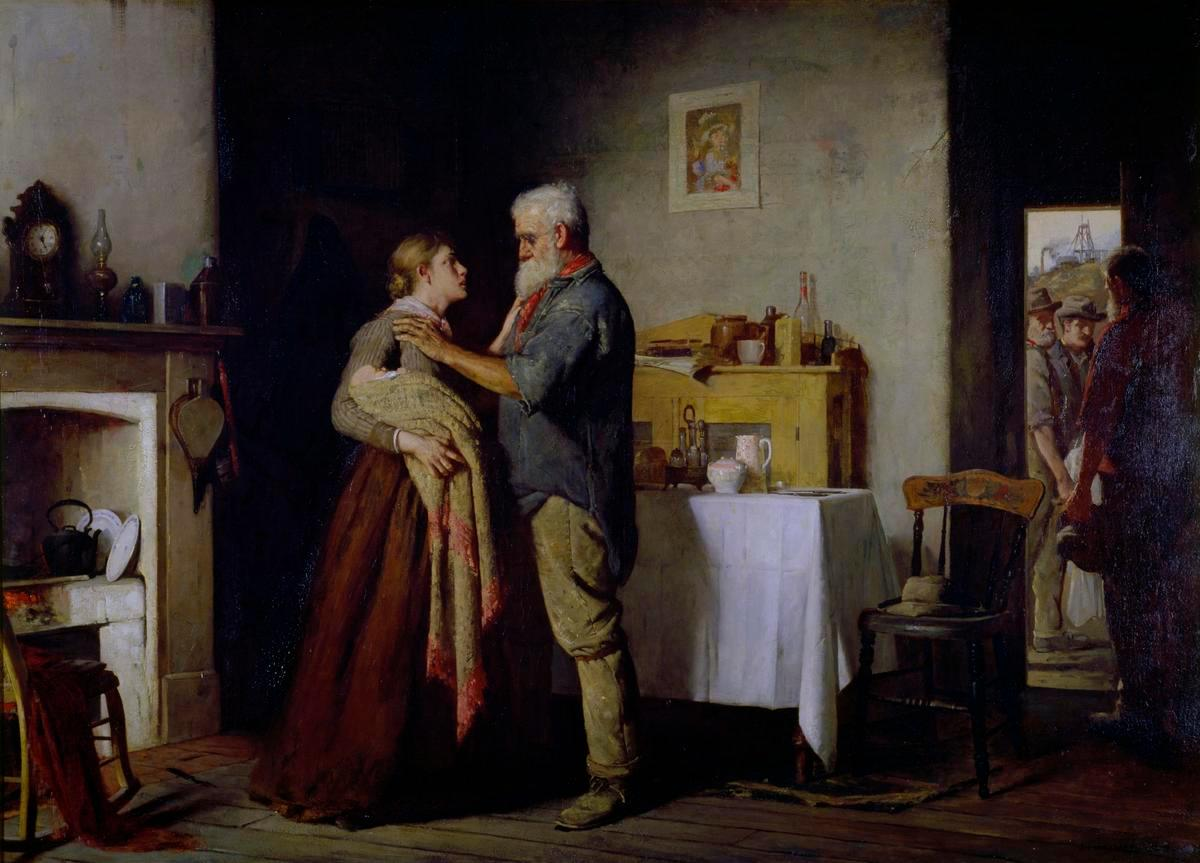
John Longstaff, Breaking the News, 1887
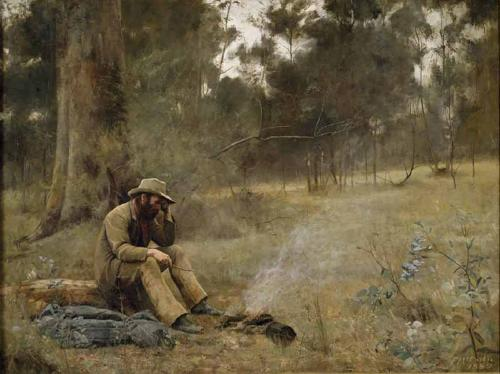
Frederick McCubbin, Down on His Luck, 1889